# Bochnatka
Bochnatka (Pectinatella) je rod mechovky žijící ve sladké vodě - žije jako volně plovoucí, či usedlá rosolovitá hmota o hmotnosti až několik kilogramů. Od roku 2003 se v České republice šíří bochnatka americká (Pectinatella magnifica Leidy, 1851), i když její výskyt se na území Česka objevil již dříve v roce 1922. Vyskytuje se převážně na Třeboňsku.
- Rozšíření: Původní - Severní Amerika.
- Nepůvodní - Evropa, např. také Třeboňsko